# MAS-38
MAS-38 là loại súng tiểu liên do Manufacture d'Armes de Saint-Étienne (MAS) tại Pháp thiết kế và sử dụng trong chiến tranh thế giới thứ hai. Việc phát triển đã được thực hiện như một phần trong một chương trình phát triển vũ khí bắt đầu trong khoảng năm 1918 đến 1922. Chương trình này để phát triển các loại súng tiểu liên, súng máy hạng nhẹ và súng trường bán tự động dùng để thay thế tất cả các loại súng đang được sử dụng trong lực lượng quân đội Pháp khi đó.

## Lịch sử
‎Pistolet Mitrailleur MAS modèle 38‎‎ (tiểu liên MAS 38) được phát triển từ MAS-35 thử nghiệm, bản thân nó có nguồn gốc từ STA 1922 và MAS 1924 9 mm được sản xuất ngay sau Thế chiến I. Trước khi phát triển loại vũ khí này, Pháp đã sử dụng nhiều loại súng tiểu liên của Đức và Thụy Sĩ. ‎
‎MAS,viết tắt của‎‎  Manufacture d'Armes de Saint-Étienne (‎‎Nhà sản xuất d'Armes de Saint-Étienne‎‎) ‎‎ (ngành công nghiệp vũ khí của Saint-Étienne), là nhà cung cấp vũ khí của Pháp sản xuất một số vũ khí cho quân đội Pháp, bao gồm ‎‎súng trường MAS-36, súng‎‎trường ‎‎MAS-49‎‎và ‎‎FAMAS.‎‎ Bây giờ nó là một phần của ‎‎Nexter.‎‎ ‎‎Bộ Chiến tranh Pháp‎‎ cho biết họ không cần súng tiểu liên và việc sản xuất hàng loạt đã không bắt đầu cho đến năm 1939. ‎‎‎
‎Quân đội Đức đã chiếm giữ nhà máy MAS vào năm 1940 ngay khi MAS-38 đang đi vào sản xuất quy mô lớn. Người Đức chấp nhận khẩu súng như một vũ khí tiêu chuẩn thay thế, đặt tên cho nó là ‎‎MP722 (f)‎‎7,65 mm. Họ tiếp tục sản xuất súng cho lực lượng vũ trang của họ và cung cấp một số cho ‎‎chính phủ Vichy Pháp.‎‎ ‎
‎Vào ngày 28 tháng 4 năm 1945, du kích Ý‎‎ đã sử dụng khẩu súng này để xử bắn cựu độc tài phát ‎‎xít‎‎ ‎‎Benito Mussolini.‎‎
‎Việc sản xuất kết thúc vào năm 1949. ‎‎ ‎‎ Vào thời điểm đó, 1.958 chiếc đã được sản xuất trước khi Đức chiếm đóng, và việc sản xuất thêm vẫn chưa được biết. Cảnh sát Pháp tiếp tục sử dụng MAS-38 sau Thế chiến II cho đến khi nó được thay thế vào những năm 1950 bằng súng tiểu liên ‎‎MAT-49.‎

## Phát triển và sử dụng
Việc phát triển MAS-38 được bắt đầu từ đầu những năm 1930. Năm 1935 thì một mẫu thử nghiệm đã được hoàn tất được gọi là SE-MAS 1935 (MAS-35) đến năm 1938 thì việc phát triển nâng cấp được hoàn tất với mẫu mới có tên là MAS-38. Mẫu súng này đã được thông qua và đưa vào sản xuất năm 1939. Nhưng có rất ít khẩu được sử dụng khi Đức tấn công Pháp năm 1940 và chúng rất ít khi được thấy sử dụng trong chiến tranh thế giới thứ hai, sau khi chiến tranh kết thúc thì mẫu súng này đã nhanh chóng bị thay thế bởi khẩu MAT-49 mạnh hơn. Một số ít các khẩu MAS-38 cũng được thấy sử dụng trong cuộc chiến tranh Đông Dương và Chiến tranh Việt Nam.

## Thiết kế
MAS-38 sử dụng cơ chế nạp đạn blowback, bolt mở và chỉ có chế độ bắn tự động. Điểm đặc biệt của loại súng này là bolt lại được xếp hơi nghiên so với nòng súng. Theo lý thuyết thì thiết kế này dùng để giảm độ giật cũng như làm chậm các chuyển động lại. Bolt được đặt trong một ống dài tận vào trong báng súng bằng gỗ. Nút kéo lên đạn nằm ở bên phải súng và khi súng đang bắn nút kéo này sẽ không chuyển động. Cách khóa an toàn của MAS-38 là đẩy cò súng lên phía trên vào một khe phía trước cò súng.
MAS-38 sử dụng các loại đạn 7.65mm và hộp đạn rời 32 viên. Hệ thống nhắm cơ bản của loại súng này là điểm ruồi.